# Srokówka czarnoczelna
Srokówka czarnoczelna, sroka czarnoczelna (Dendrocitta bayleii) – osiadły gatunek ptaka z rodziny krukowatych (Corvidae), występujący endemicznie na indyjskim archipelagu Andamany. Narażony na wyginięcie.

## Charakterystyka

### Morfologia
Brak wyraźnego dymorfizmu płciowego – u obu płci ubarwienie jest podobne, ale samica zazwyczaj ma mniejsze rozmiary. Ogon (18–20,6 cm), dziób i nogi czarne. Ciało srokówki czarnoczelnej osiąga długość ok. 32 cm i masę mieszczącą się w zakresie 92–113 g. Głowa szaroniebieska z czarną okolicą oczu i dzioba, od ciemnej szyi upierzenie stopniowo przechodzi w czerwonawy brąz. Skrzydła o długości 11,7–12,4 cm, szerokie, czarne, z białą plamą na podstawie lotek drugorzędowych. Tęczówka jaskrawożółta. Dziób mały, mocny i zakrzywiony. 
Młode osobniki mają więcej brązu w wybarwieniu upierzenia tylnej części głowy i końcówkach pokryw skrzydeł, mniej intensywny kolor oczu (oliwkowozielony) oraz krótszy i bardziej płowy ogon.

## Występowanie

### Środowisko
Srokówka czarnoczelna zamieszkuje przede wszystkim gęste, wilgotne lasy wiecznie zielone. Preferuje najwyższe drzewa.

### Zasięg występowania
Gatunek endemiczny dla archipelagu Andamany należącego do Indii.

## Tryb życia i zachowanie
Zaobserwowano interakcje z dziwogonem szerokosternym. Spotykane najczęściej w parach, przesiadujących wówczas na wysokich drzewach.

### Głos
Dźwięki opisywane jako podobne do tych wydawanych przez wilgę, przypominające gwizdanie i dające zapisać się jako regularnie powtarzane kiu-duu albo szorstkie, zachrypnięte kyow lub kiayow.

### Rozród
Samica składa jaja w okresie od marca do maja. Gniazdem jest stosunkowo krucha platforma z cienkich gałązek i trawy.

## Status zagrożenia
Od roku 2017 klasyfikowany przez IUCN jako gatunek narażony na wyginięcie (VU, Vulnerable), wcześniej jako gatunek bliski zagrożenia (NT, Near Threatened). Zmianę statusu zagrożenia uzasadniono tym, że zaobserwowano trend spadkowy w rozwoju populacji, a ponadto środowiska zamieszkiwane przez srokówki czarnoczelne ulegają stopniowemu niszczeniu ze względu na zwiększającą się liczbę ludzi na Andamanach. Szacuje się, że obecnie żyje ok. 250–999 dorosłych osobników.